# Crash & Bernstein
Crash & Bernstein je americký televizní sitcom stanice Disney XD. Vysílán byl od 8. října 2012 do 11. srpna 2014, ve dvou řadách vzniklo celkem 39 dílů. Příběh vypráví o Wyattu Bernsteinovi, dvanáctiletém chlapci, který žije se svou matkou a se svými třemi sestrami.

## Vysílání
| Řada | Díly | Premiéra v USA | Premiéra v USA | Premiéra v ČR  | Premiéra v ČR  |
| Řada | Díly | První díl      | Poslední díl   | První díl      | Poslední díl   |
| ---- | ---- | -------------- | -------------- | -------------- | -------------- |
| 1    | 26   | 8. října 2012  | 9. září 2013   | 2014           | 2015           |
| 2    | 13   | 7. října 2013  | 11. srpna 2014 | 31. října 2015 | 14. února 2016 |

## Obsazení
- Tim Lagasse jako Crash
- Aaron Landon jako Pesto
- Cole Jensen jako Wyatt Bernstein
- Oana Gregory jako Amanda Bernstein
- Mckenna Grace jako Jasmine Bernstein
- Mary Birdsong jako Melanie „Mel“ Bernstein
- Landry Bender jako Cleopatra „Cleo“ Bernstein